# Rhachioplex aulacodis
Rhachioplex aulacodis är en stekelart som beskrevs av Gottlieb Wilhelm Bischoff 1932. Rhachioplex aulacodis ingår i släktet Rhachioplex och familjen brokparasitsteklar. Inga underarter finns listade i Catalogue of Life.